# 天门增九
室女座89，又名BD-17 3937，HD 120452、SAO 158186、HR 5196，是室女座的一颗恒星，视星等为4.97，位于銀經321.93，銀緯42.57，其B1900.0坐标为赤經13h 44m 26.1s，赤緯-17° 42.57′ 10″。